# Primera expedición auxiliadora al Alto Perú
Durante la Guerra de Independencia de la Argentina, en 1810, las Provincias Unidas del Río de la Plata enviaron al Ejército del Norte al territorio jurisdiccional de la Real Audiencia de Charcas —al que en las provincias del sur llamaban Alto Perú, que es la actual Bolivia— con el objeto de desalojar a los realistas fieles al Consejo de Regencia de España e Indias y al rey Fernando VII de España.
Nota: para datos sobre las fuerzas militares de la expedición, véase Ejército del Norte.

## Formación del ejército

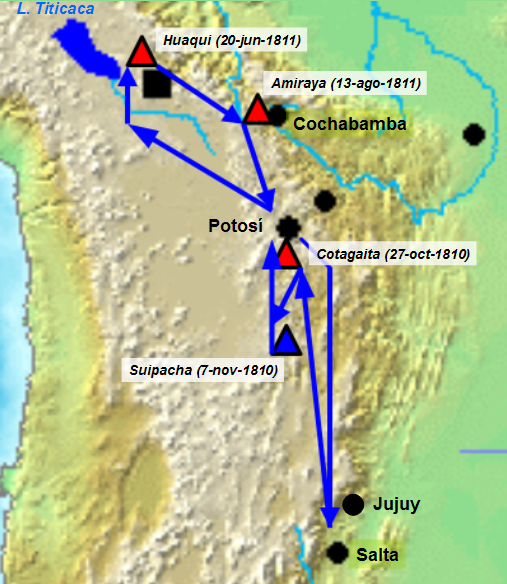
Mapa de la primera campaña al Alto Perú (1810-1811). Los triángulos rojos señalan las batallas ganadas por los realistas (Cotagaita, Huaqui y Amiraya) y el triángulo azul señala la victoria independentista (Suipacha).

Lo que fue luego el Ejército del Norte tuvo su origen en las tropas reunidas por el vocal morenista Juan José Castelli por orden dada por la Primera Junta el 14 de junio de 1810, para combatir al exvirrey Santiago de Liniers, que encabezaba la Contrarrevolución de Córdoba: un movimiento contarrevolucionario a favor del antiguo régimen en la Intendencia de Córdoba del Tucumán (la actual ciudad de Córdoba). La orden de la Junta respondía al cumplimiento del acta de formación de la misma el 25 de mayo, que la obligaba a enviar una expedición militar a las provincias.
Vicente Nieto, presidente de la Real Audiencia de Charcas, en el Alto Perú, tomó conocimiento de la instalación de la Primera Junta en Buenos Aires (del 25 de mayo de 1810) el 23 de junio de 1810. El 26 de junio tomó la medida de desarmar la unidad del Regimiento de Patricios de Buenos Aires que había llevado a Chuquisaca el año anterior. Debido a que los soldados habían brindado la noche anterior por Cornelio Saavedra, fueron diezmados para trabajar en el socavón aquellos que les cupo el número diez.
El 26 de junio de 1810, Vicente Nieto ordenó la remisión de los presos notables de la Revolución de Chuquisaca de 1809 ―entre ellos el coronel Juan Antonio Álvarez de Arenales, Joaquín Lemoine y los oidores Usos y Ballesteros― a la ciudad de Lima, la capital del Virreinato del Perú.
En los últimos días de julio de 1810, se supo en Córdoba que José Fernando Abascal, el virrey del Perú, había desconocido a la Junta de Buenos Aires y, a pedido de Vicente Nieto y de Francisco de Paula Sanz, a cargo de la Intendencia de Potosí, había anexado provisoriamente al Virreinato del Perú las intendencias del Alto Perú ―que hasta hacía un par de meses habían formado parte del Virreinato del Río de la Plata.
Abascal nombró a José Manuel de Goyeneche, presidente provisorio de la Real Audiencia del Cuzco, general en jefe del Ejército Expedicionario del Alto Perú, y ordenó a los intendentes de Arequipa y Puno, Juan Ramírez Orozco que se pusieran a sus órdenes con sus tropas.

## La ejecución de Liniers
La Junta comenzó una colecta en Buenos Aires para pertrechar a la expedición y se reunió un ejército de 1150 hombres, que había recibido una formación apresurada en dos meses. Una vez instruido, partió de la capital del exvirreinato hacia Córdoba para hacer frente al exvirrey Liniers el 6 de julio de 1810, al mando del coronel Francisco Ortiz de Ocampo, secundado por el teniente coronel Antonio González Balcarce.
A semejanza de los ejércitos de la Revolución francesa, ambos iban acompañados por el representante de la Junta (mando político), Hipólito Vieytes y por el auditor Feliciano Antonio Chiclana, que se incorporó más tarde y que luego sería nombrado gobernador intendente de Salta del Tucumán. El mando militar estaba sujeto al político y este a la Junta a través de la Secretaría de Guerra que ocupaba Mariano Moreno. Vieytes llevaba instrucciones de dejar que en cada provincia el pueblo eligiera diputados para incorporarse a la Junta.
El 8 de julio de 1810, Mariano Moreno ordenó que los que se opusieran a la revolución fueran remitidos a Buenos Aires a medida que fueran capturados, pero el 28 de julio impartió otra orden:

Que sean arcabuceados Santiago Liniers, el Obispo Orellana, el intendente de Córdoba Gutiérrez de la Concha, el coronel de milicias Allende, el oficial real Moreno y Dn. Victoriano Rodríguez en el mismo momento en que todos y cada uno de ellos sean pillados. Sean cuales fueren las circunstancias se ejecutará esta resolución sin dar lugar a demoras que pudiesen promover ruegos y relaciones capaces de comprometer el cumplimiento de esta orden.

El 31 de julio de 1810, los jefes realistas de Córdoba huyeron hacia el Alto Perú al disolverse su ejército. Capturado Liniers el 6 de agosto en las sierras de Córdoba y al otro día los otros jefes, fueron remitidos a Buenos Aires ―contrariando la orden de ejecución―, pero el 26 de agosto fueron alcanzados en Cabeza de Tigre (provincia de Córdoba) por la nueva conducción política del Ejército del Norte enviada por Moreno. 
Juan José Castelli ordenó el fusilamiento inmediato de Liniers junto con el gobernador de Córdoba del Tucumán, Juan Gutiérrez de la Concha, el teniente gobernador Victorio Rodríguez, Santiago Alejo de Allende y Joaquín Moreno, perdonándose al obispo Rodrigo de Orellana, que fue enviado preso a la villa de Luján (a 70 km al oeste de Buenos Aires). El morenista Domingo French, dio el tiro de gracia al militar francés. 
Por orden de la Junta, Antonio González Balcarce reemplazó a Ortiz de Ocampo al frente de las tropas, con Juan José Viamonte como segundo jefe y en sustitución de Vieytes, Juan José Castelli ocupó el cargo de delegado y Bernardo de Monteagudo el de auditor. Domingo French y Nicolás Rodríguez Peña integraban también el nuevo comité político. 
Ocupada Córdoba el 8 de agosto, fue reemplazado su cabildo y Juan Martín de Pueyrredón fue nombrado gobernador-intendente, asumiendo a mediados de agosto. 
Luego la marcha siguió en dirección al Alto Perú, donde el general español José de Córdoba y Rojas estaba al mando de las tropas realistas.
La adhesión espontánea de varios cabildos altoperuanos nutrió la tropa de Antonio González Balcarce, de Salta también recibió tropas, encabezadas por Martín Miguel de Güemes. En Santiago del Estero se formó un Batallón de Patricios Santiagueños comandados por el coronel Juan Francisco Borges y secundado por Lorenzo Lugones En Jujuy Castelli incorporó al ejército los piquetes de la frontera y dejó al mando de la ciudad a Mariano de Gordaliza.
El centro y noroeste argentino quedaron liberados de gobernantes realistas, pues sucesivamente los cabildos de San Luis (13 de junio), Salta (19 de junio), Mendoza (25 de junio), San Miguel de Tucumán (26 de junio), Santiago del Estero (29 de junio), San Juan (7 de julio), La Rioja (1 de septiembre), Catamarca (4 de septiembre) y San Salvador de Jujuy (14 de septiembre) se pronunciaron a favor de la Junta de Buenos Aires y enviaron diputados. Tarija también lo había hecho el 25 de junio.

## Ejército realista del Alto Perú
Al conocer los hechos de Buenos Aires los jefes realistas del Alto Perú se dedicaron a organizar un ejército. 
La vanguadia realista al mando del marqués de Yavi ocupó sectores de Jujuy con el Regimiento de Tarija, pero al pronunciarse Salta por la revolución, se ordenó el repliegue de esas fuerzas al Alto Perú, aunque luego volvieron a posesionarse de los valles septentrionales de Jujuy, para evacuarlos después con orden de dejar arrasados los caminos al avanzar la vanguardia de Antonio González Balcarce.
El intendente de Potosí, Francisco de Paula Sanz, envió inmediatamente a Tupiza al coronel Indalecio González de Socasa con 600 milicianos. Este se dirigió a Chichas con dos cañones y fusiles en busca de reclutar soldados, pero solo pudo conseguir unos 200. Vicente Nieto envió al mayor general Córdoba a ocupar el pueblo estratégico de Santiago de Cotagaita con tropas de Chuquisaca y cuatro compañías de Potosí, unos 400 km al norte de San Salvador de Jujuy, en donde hizo cavar trincheras y logró que González de Socasa se pusiera a sus órdenes luego de algunas discusiones. González de Socasa quedó al mando de un batallón y el resto de las tropas de Tupiza pasó a las órdenes de Córdoba, quien había llegado con un cuerpo de marinos españoles.
El coronel Basagoytía con 500 hombres de las milicias de Puno y de Arequipa se dirigió a Potosí, mientras que, en La Paz, Juan Ramírez armaba un ejército de 2000 hombres, dejando la gobernación interinamente en manos de Domingo Tristán.
Vicente Nieto ordenó el envío a Chuquisaca de fuerzas milicianas de Cochabamba y otros 500 milicianos de Santa Cruz de la Sierra, pero al tomar conocimiento de los sucesos de Cochabamba, los primeros retornaron el 22 de septiembre y los otros dos días después.

## La insurrección de Cochabamba
El 14 de septiembre de 1810 se produjo la insurrección de Cochabamba, que separó a las fuerzas de Vicente Nieto de las fuerzas de Ramírez. Estuvo liderada por el coronel Francisco del Rivero, quien con milicias del valle de Cliza derrocó al gobernador intendente José González Prada y adhirió a la Junta de Buenos Aires, siendo proclamado jefe político y militar. Lo secundaban Manuel Esteban Arce y Melchor Guzmán, alias Quitón.
En agosto de 1810, el capellán José Andrés de Salvatierra lideró un movimiento en el Fuerte de Membiray de Cordillera y el 24 de septiembre tomó la ciudad de Santa Cruz de la Sierra, donde un cabildo abierto depuso al subdelegado Pedro José Toledo y se formó una junta provisoria, liderada por Antonio Vicente Seoane, el coronel Antonio Suárez, José Andrés de Salvatierra, Juan Manuel Lemoine y el enviado de la Junta de Buenos Aires, Eustaquio Moldes.
El 6 de octubre se produjo el pronunciamiento de Oruro encabezado por el subdelegado de hacienda y guerra, Tomás Barrón, adhiriendo a la Junta de Buenos Aires y solicitando ayuda a Cochabamba.
Esteban Arze con milicias de Cochabamba llegó a Oruro y luego de reforzar su tropas con milicias locales, salió el 12 de octubre con 1500 hombres al encuentro de las tropas realistas que Juan Ramírez había enviado para sofocar la insurrección de Oruro. Estas tropas estaban al mando de Fermín Piérola, siendo 800 infantes veteranos y dos piezas de artillería. 
El 14 de octubre de 1810 se produjo la batalla de Aroma, que culminó con el triunfo de Arze y la persecución del ejército realista en dirección a La Paz. Piérola intentó resistir en Sicasica, pero su ingreso en el pueblo fue impedido por sus habitantes y continuó hacia Viacha en donde se hallaba Ramírez, quien repasó el río Desaguadero con sus tropas a mediados de noviembre, desalojando La Paz. Rivero despachó dos divisiones desde Cochabamba, una que entró en La Paz el 19 de noviembre al mando de Bartolomé Guzmán, en donde el intendente Domingo Tristán se plegó a la revolución y la otra que entró en Chuquisaca el 13 de noviembre al mando de Manuel de la Vea. El presidente Vicente Nieto se trasladó de Chuquisaca a Cotagaita.

## Primeras acciones en el Alto Perú
En septiembre de 1810, la vanguardia del Ejército del Norte salió de Salta penetrando en la quebrada de Humahuaca. Mientras el coronel Diego Pueyrredón enviaba al capitán Güemes, quien hasta entonces con una partida de observación custodiaba el norte jujeño, a los valles Calchaquíes para organizar un ejército vallista que debía incorporarse al ejército auxiliar por el Abra de Moreno. 
El 14 de octubre de 1810, Antonio González Balcarce llegó a Yavi con la columna de vanguardia de 800 hombres, allí se detuvo en espera del contingente de Tarija y de los cañones conducidos desde Salta por Calixto Gauna, esperando alcanzar un total de 1900 hombres. Para acelerar la marcha de los contingentes envió a Güemes a Jujuy, donde organizó y apuró la salida de los contingentes, y luego fue enviado al encuentro de los 200 milicianos de Tarija.
Gauna logró llevar los cañones hasta desde Jujuy a Cotagaita en 8 días. Las fuerzas de vanguardia comenzaron a tomar contacto visual con fuerzas realistas a partir de Cangrejos, las cuales se retiraban a medida que avanzaba la vanguardia de Antonio González Balcarce.
Una vez que Güemes llegó con los milicianos de Tarija, al mando de José Antonio de Larrea, sin esperar la incorporación del grueso del ejército, las municiones, los elementos de transporte, ni la artillería, Antonio González Balcarce inició la marcha desde Yavi con 400 hombres y 2 cañones. La retaguardia del ejército, con las municiones de la artillería, no había aún salido de San Salvador de Jujuy, mientras que la reserva comenzaba a subir las sierras.
El 10 de octubre los realistas abandonaron Tupiza, la que fue ocupada por González Balcarce al día siguiente. La primera acción armada del Ejército del Norte en el Alto Perú fue el combate de Cotagaita, que tuvo lugar el 27 de octubre. La batalla fue desfavorable para González Balcarce y su resultado indeciso, en parte por la superioridad numérica de los españoles, unos 2000 hombres liderados por José de Córdoba y Rojas, obligando a las tropas expedicionarias a regresar al sur sin ser perseguidas por los realistas.
Antonio González Balcarce rehízo su ejército dos días después en Tupiza. Durante ese período de tiempo se le sumaron numerosos contingentes provenientes de las provincias de Salta, Tucumán, Santiago del Estero, Catamarca y La Rioja, algunos enviados por Güemes y los más por Ortiz de Ocampo.
Anteriormente, a la columna de Córdoba le había sido encomendado marchar con dirección a Córdoba para ayudar a los contrarrevolucionarios, pero en el camino se enteró del fin abrupto del movimiento.
Se refugió en Tupiza y luego en Cotagaita para hacer frente a la ofensiva del Ejército del Norte.
El 5 de noviembre las fuerzas realistas comenzaron la marcha hacia Tupiza, por lo que al día siguiente Antonio González Balcarce desalojó ese pueblo, que fue ocupado al día siguiente por 1200 realistas, y se situó en Nazareno, en donde recibió un refuerzo de 200 hombres provenientes de Jujuy con dos piezas de artillería. El 7 de noviembre volvieron a enfrentarse contra las mismas tropas con que se habían enfrentado antes, comandadas por el general José de Córdoba y Rojas en la batalla de Suipacha, donde el ejército argentino obtuvo su primera victoria. La batalla resultó favorable para Antonio González Balcarce a pesar de tener, nuevamente, la inferioridad numérica (800 realistas contra 600 patriotas, en Cotagaita 2000 realistas contra 1100 patriotas). A Antonio González Balcarce esto le valió los galones de brigadier, y la confianza para avanzar hacia el río Desaguadero, en el lago Titicaca, que era el límite con el virreinato del Perú.
El 9 de noviembre de 1810, Castelli ordenó a Güemes que con 150 tarijeños montados partiera de Suipacha en dirección a Cinti para capturar al subdelegado y comandante militar Pedro Cabero y a su antecesor, e impedir por allí la huida de los derrotados de Suipacha hacia el Gran Chaco, así como también en posesión al nuevo subdelegado Isidoro Alberti.

## Captura de los jefes realistas
Al llegarle la noticia de la derrota, Vicente Nieto, quien había quedado en Cotagaita, entró en pánico e hizo destruir la fortaleza. Junto al párroco de Tupiza y algunos oficiales se aventuró en el despoblado en busca de alcanzar la costa del océano Pacífico. Siendo anciano, no pudo viajar con rapidez. Tras 16 días de marcha, cerca de Colcha en Lípez, el guía que los acompañaba ocultó las mulas mientras los prófugos descansaban, dejándolos sin poder continuar mientras se dirigía a denunciarlos al alcalde del lugar, Antonio Santos. Este los apresó inmediatamente y los entregó a Castelli. Una partida salió en su búsqueda, formada por soldados de las compañías de patricios que Vicente Nieto había mandado a trabajar en el socavón de Potosí cuatro meses antes.
Tras la derrota, Córdoba huyó con los restos de su ejército hacia Cotagaita y al día siguiente de la batalla escribió a su examigo en España, González Balcarce:

Venció usted en la lid y ahora estoy dando las órdenes más activas para que se junte lo que ha esparcido el indigno Presidente. Reconozco la Junta, me someto á ella, lo mismo que hace esta marina, y lo mismo que harán las tropas que yo he mandado, pues para ello he dado órdenes muy estrechas.

Castelli le respondió que se entregara con sus cómplices a la generosidad del Gobierno de la Junta. Adivinando cual sería su suerte, al recibir esa respuesta Córdoba se dio a la fuga el día 9 en dirección a La Plata (o Chuquisaca). El 12 de noviembre envió una carta solicitando un batallón de 300 cruceños a La Plata, pero la ciudad se estaba pronunciando por la revolución y en respuesta le enviaron una partida al mando del capitán Joaquín de Lemoine que lo apresó al día siguiente en Cuchihuasi en las cercanías de Potosí.
Indalecio González de Socasa tomó el mando de los restos del ejército realista y se dirigió hacia Puno para unirse a José Manuel de Goyeneche, siendo también apresado, aunque luego logró escapar.
Al huir Vicente Nieto envió a Potosí al conde Casa Real con órdenes para Francisco de Paula Sanz de que tomara los 200 000 pesos oro de la Casa de la Moneda y saliera de la ciudad. Sin embargo este demoró su salida lo suficiente como para que el 10 de noviembre llegara a la ciudad un oficio de Castelli anunciando su inminente llegada con el ejército y ordenando al cabildo el apresamiento del gobernador. El cabildo se pronunció en favor de la revolución adhiriendo a la Junta y liberando a los detenidos del año anterior. Francisco de Paula Sanz fue apresado inmediatamente, permaneciendo detenido en la Casa de la Moneda junto Nieto y a Córdoba durante un mes.

## Adhesión del Alto Perú a la Junta
Mientras se acercaban las tropas de Cochabamba a Chuquisaca, el pueblo de la ciudad exigió un cabildo abierto. 
El 12 de noviembre de 1810 se reunió el Cabildo de Chuquisaca, decidiéndose convocar un cabildo abierto para el día siguiente a fin de tratar el reconocimiento a la Junta de Buenos Aires. 
El día 13 de noviembre, presidido por el Conde de San Javier y Casa Laredo, Gaspar Remírez de Laredo y Encalada, se juró obediencia a la Junta y se declaró nula su adhesión al Virreinato del Perú, por lo que se envió oficios a Abascal, a Goyeneche y a Ramírez Orozco, desconociendo su autoridad e instándolos a que se abstuviesen de invadir los límites de las Provincias Unidas del Río de la Plata. Participaron de la reunión el arzobispo Benito María Moxó y Francolí y el expresidente Ramón García de León y Pizarro. Se envió una comisión hacia el ejército auxiliador para expresar los anhelos populares de la ciudad por su llegada. El oficio enviado a la Junta expresaba:

Al cabo ha amanecido en la ciudad de La Plata el claro ansiado día que para sus honrados habitantes ha sido el primer momento feliz de su libertad, y del cese de la más dura y tiránica opresión por la fuga de su presidente, don Vicente Nieto, de resulta de su despótica y forzada expedición á Santiago de Cotagaita. Se ha congregado hoy mismo todo el pueblo en Cabildo abierto, y, sin razón de dudar, ha declarado sus anticipados vivos deseos de la unión con esa ínclita capital; y en la tarde del propio día se ha jurado la obediencia á su Excelentísima Junta por todas las autoridades y corporaciones, desde la Real Audiencia hasta la ínfima clase, en la más dulce efusión de sus patrióticos sentimientos, tan dolorosamente reprimidos, según instruye el adjunto testimonio del acta capitular.

Entró luego la división de vanguardia del ejército auxiliar en Potosí, comandada por Martín Miguel de Güemes y posteriormente le siguió el resto del ejército. Las desavenencias internas llevaron a Castelli a despedir a Güemes, que fue confinado a Salta y a disolver la División de Salta, que estaba a su mando, incorporando sus soldados a otras unidades.

## Gobierno de Castelli en Charcas
- Wikisource contiene obras originales de o sobre Primera expedición auxiliadora al Alto Perú.

Castelli, durante su gobierno en el Alto Perú, tomó medidas drásticas que le ganaron la enemistad de gran parte de las clases acomodadas, como fusilar el 15 de diciembre en la Plaza Mayor de Potosí al mariscal Vicente Nieto (gobernador presidente de la Audiencia de Charcas), a Francisco de Paula Sanz (intendente de Potosí) y al capitán de navío Córdoba y Rojas, luego de que se negaran a jurar obediencia a la Junta, cumpliendo las órdenes de Moreno en represalia por las ejecuciones de los líderes de la revolución de La Paz en 1809. El obispo de La Paz y José Manuel de Goyeneche también estaban sentenciados a muerte si eran capturados. 
A los tres se les realizó un proceso presidido por Eustoquio Díaz Vélez y fueron sentenciados a muerte el día 14 por crímenes contra el rey y la patria por Castelli, en nombre de la Junta, que a su vez actuaba en nombre del rey. El perdón que la Junta había otorgado a los reos, junto con la orden de no realizar nuevas ejecuciones por motivos políticos, llegó tarde a Potosí.
Confiscó Castelli también bienes de los españoles emigrados y desterró a muchos enemigos. Lo hacía en cumplimiento de órdenes emanadas de la Primera Junta el 12 de septiembre de 1810:

En la primera victoria dejará V.E. que los soldados hagan estragos en los vencidos para infundir terror en los enemigos.

Luego de dejar a Feliciano Antonio Chiclana como gobernador intendente de Potosí, llegó Castelli a Chuquisaca el 27 de diciembre de 1810 acompañado de González Balcarce y de 400 soldados, siendo recibido en triunfo. Castelli se hizo cargo de la presidencia de Charcas, que más tarde dejó al general Juan Martín de Pueyrredón. La Real Audiencia fue renombrada como Cámara de Apelaciones.
Entre las medidas tomadas por Castelli en el Alto Perú estuvo la formación de los Consejos de Provincia en cada gobernación intendencia, presididos por el gobernador intendente y formados por cuatro miembros nombrados por los cabildos. Estos fueron renovados y purgados de contrarios a la revolución.
Envió también Castelli diversos agentes a las provincias del Virreinato del Perú con el fin de realizar propaganda a la revolución, estas acciones dieron como resultado los pedidos de cabildo abierto en Tacna, Arequipa, Locumba y Moquegua, los que fueron rápidamente sofocados sin que Castelli pudiere prestarles ayuda.
El ejército auxiliar continuó estacionado en Potosí hasta que el 9 de enero de 1811 comenzó a marchar hacia Oruro al mando de Viamonte.
A fines de febrero Castelli y González Balcarce abandonaron Chuquisaca en dirección a Oruro, incorporándose allí al ejército en marzo. A principios de abril se reanudó la marcha hacia La Paz, estableciendo campamento en la Laja.
En La Paz un cabildo abierto realizado el 16 de noviembre de 1810 reconoció a la Junta de Buenos Aires:

(...) de horas en horas se esperaban los cuerpos militares de la parte de Buenos Aires i Cochabamba, irresistibles con respecto a las circunstancias todas de la misma ciudad, notorias i demasiado patéticas al congreso: previno acordase éste, i votase en secreto, con amplísima libertad, lo que tuviese por conveniente en mejor obsequio de los enunciados altos objetos i con la posible proporcion a las mismas ocurrencias; en su virtud, procediéndose a la votacion secreta, i saliendo de ella sesenta i un votos, resultó por ellos con uniformidad, i sin discrepancia aun de uno solo, la sumisión i subordinacion a la junta superior de Buenos Aires sin hacerse novedad (...)
Acta de reconocimiento de la Junta de Buenos Aires por la ciudad de La Paz

En La Paz fue establecida una junta el 18 de abril de 1811 integrada por José Landavere, José Astete y José María Valdez. El gobernador intendente Domingo Tristán lanzó una proclama el 1 de mayo diciendo:

(...) a la vista teneis las inmensas tropas de la inmortal Buenos Aires que han venido a restituirnos la libertad americana (...)

Castelli fue recibido en triunfo en La Paz y el 11 de mayo envió cartas al virrey del Perú y al cabildo de Lima. Al frente de la defensa realista estaba el brigadier arequipeño y presidente de la Real Audiencia del Cuzco, José Manuel de Goyeneche, en quien Abascal delegó amplias facultades. Situado desde octubre en Zepita (entre el río Desaguadero y el lago Titicaca), Goyeneche había comenzado a armar su ejército con 200 hombres de la guarnición del Cusco, pero luego de la derrota de Nieto contaba solo con 5 compañías. Aprovechando los dos meses que Castelli estuvo en Chuquisaca, logró aprovechar los errores políticos del representante de la Junta y consiguió que los peruanos se alistaran en masa en su ejército, llegando a reunir 8.000 hombres y 20 cañones (1.200 rioplatenses y 7.000 altoperuanos -dos mil a caballo-).
La caída de Moreno el 6 de diciembre de 1810 y el golpe saavedrista del 5 de abril de 1811 (las noticias llegaron a La Laja en mayo), privaron a Castelli y a González Balcarce de sus amigos en el gobierno de Buenos Aires, lo que produjo división en las filas del ejército, contando el partido saavedrista como jefe principal a Viamonte. Castelli impidió que los diputados electos en el Alto Perú viajaran a Buenos Aires y luego intrigó para que los gobernadores desconocieran a la Junta Grande y se reuniera un congreso en el Alto Perú.
El 25 de mayo de 1811 Castelli reunió a indígenas en las ruinas de Tiahuanaco y proclamó su libertad solemnemente a nombre de la Junta:

Ya habéis visto los males y los bienes que os ofrecen el uno y el otro sistema; pues bien, ahora decidme vosotros: ¿qué queréis?

## La derrota de Huaqui y la retirada del Alto Perú
- Wikisource contiene obras originales de o sobre Primera expedición auxiliadora al Alto Perú.

Con autorización de Abascal, Goyeneche parlamentó con Castelli, firmando con él un armisticio por 40 días el 16 de mayo de 1811, tiempo solicitado por el Cabildo de Lima para esperar una respuesta a un oficio enviado a la Junta de Buenos Aires. Castelli ordenó al ejército (que entonces contaba con 23.000 hombres) suspender operaciones, habiendo arribado ya la vanguardia a Tiahuanaco. Castelli no exigió de Goyeneche que abandonara el cerro de Vilavila, ubicado dentro del territorio del Río de la Plata sobre el río Desaguadero (sobre el Titicaca), desde donde se custodiaba el único puente sobre el río, que había sido ocupado y fortificado por Goyeneche. El 17 de abril fue conjurada una contra-revolución realista en Potosí.
Abascal aprovechó el armisticio para enviar refuerzos y abastecimientos a Goyeneche, quien continuó los preparativos bélicos. Advertido Castelli de los preparativos bélicos de Goyeneche y conspirando casi abiertamente contra la Junta, que había desterrado a sus amigos, concibió la idea de derrotar a Goyeneche y luego dirigirse a Buenos Aires para reponerlos. En junio movió su ejército desde el campamento de Laja, en el que se había instalado a principios de abril, hacia el nuevo campamento en Huaqui pasando por Tiahuanaco. Desde allí podía guarnecer el paso del río Desaguadero (denominado Puente del Inca, pues fue hecho construir por Cápac Yupanqui) y observar los movimientos realistas, lo que de acuerdo a los términos del armisticio, podía ser considerado una violación al mismo. Las fuerzas con que contaba Castelli en Huaqui eran entre 6.000 y 7.000 hombres, pues la mayoría del ejército se hallaba en diversas regiones del Alto Perú y algunas unidades se hallaban en viaje, por ejemplo, 300 soldados de Santa Cruz de la Sierra y la compañía de pardos (llamada El Terror) enviada por Chuquisaca.
El 20 de junio de 1811 Goyeneche ordenó atacar al ejército revolucionario dando inicio a la Batalla de Huaqui, los 5.000 soldados patriotas y los indígenas que los reforzaban no pudieron con los 6500 realistas y provocaron la más dura de sus derrotas. Como consecuencia de esta batalla, Goyeneche se apoderó de La Paz, y de Cochabamba luego de la Batalla de Amiraya (o primera Batalla de Sipe Sipe) el 13 de agosto de 1811, donde fueron derrotados Eustoquio Díaz Vélez y Francisco de Rivero, luego avanzó hacia Chuquisaca. Los restos desorganizados del ejército retrocederían en precipitada retirada hacia Chuquisaca. En esa ciudad se formó una compañía de Granaderos de 140 hombres que condujo la artillería y cubrió la retirada al mando de Pueyrredón hacia Potosí, villa que fue abandonada por Pueyrredón el 25 de agosto llevándose los caudales y clavando 7 cañones. Perseguido de cerca por pobladores de Potosí, Pueyrredón logró llegar con los caudales a Jujuy y finalmente a territorio salteño, donde recibiría el auxilio de Güemes.
Tras estas derrotas, entre los días 14 de agosto y 28 de septiembre la ciudad de La Paz es asediada por los rebeldes. Los residentes, sabedores de los abusos cometidos por estos en la región Charcas decidieron defender la urbe y se negaron a rendirse.
Una gran tropa de quechuas y aimaras leales a la causa porteña, quince o diecinueve mil, al mando de Juan Manuel de Cáceres y los caciques Titicocha, Santos Limachi, Vicente Choque y Pascual Quispe cercó la ciudad e intentó tomarla en sucesivos asaltos, sin éxito alguno y eso incluso a pesar de recibir refuerzos de Cochabamba y Arque, unos cinco mil indios al mando de Esteban Arze.
Sin embargo, Goyaneche había organizado un gran ejército para recuperar el Alto Perú, unos 20.000 hombres, principalmente quechuas aportados por los caciques Mateo García Pumacawa y Manuel Choquehuanca, marchó por el Desaguadero, obteniendo la victoria en Huaqui.
Tras esto envió una avanzadilla al mando de Pedro Benavente y José de Santa Cruz y Villavicencio de 300 fusileros y 400 o 500 lanceros más cuatro cañones que entraron en la ciudad y dispersaron a los atacantes.
Sin embargo, los indios continuaron hostigando la ciudad en número de 12.000, atacando de noche y robando ganado hasta el 18 de octubre momento en que llegó el ejército virreinal al mando del coronel Jerónimo Marrón de Lombera.
Al conocerse en Buenos Aires lo ocurrido en Huaqui, el presidente de la Junta, Cornelio Saavedra, culpó al extremismo de Castelli por la pérdida del Alto Perú y el 3 de agosto ordenó su destitución y reemplazo en la jefatura del ejército auxiliar por Francisco del Rivero, siendo destituido Balcarce poco después. El 15 de agosto Rivero, si saber que había sido nombrado jefe del ejército auxiliar, cambió de bando.
Al enterarse de defección de Rivero, el 1 de septiembre Saavedra revocó la orden dada para que Rivero asumiera la jefatura, ordenó que Balcarce regresara a Buenos Aires y dejara a Viamonte en el mando. Pocos días después, la Junta solicitó a Saavedra que se dirigiera a tomar el mando del ejército auxiliar a hacerse cargo de la jefatura del ejército. A solo 8 días de su llegada a Salta, Saavedra recibió la comunicación de que había sido separado de la Junta y que debía dejar el mando del ejército a Juan Martín de Pueyrredón, ya que el 23 de septiembre de 1811, la Junta fue reemplazada en su función ejecutiva por el Primer Triunvirato.

### Avance de Díaz Vélez
Para apoyar a la nueva insurrección de Cochabamba, Pueyrredón decidió hacer en un nuevo intento de avanzar sobre el Alto Perú. Para ello envió a su segundo, el mayor general Eustoquio Díaz Vélez con un regimiento de caballería y un batallón de infantería. Como los soldados consideraban que era una misión suicida, antes de la partida se produjo un motín que se saldó con la ejecución de los cabecillas. A mediados de diciembre Díaz Vélez se hallaba acampando en Los Colorados con 700 hombres, desde allí envió a Dorrego con 40 hombres a atacar una partida realista situada en el pueblo de Sansana, en donde suponía que custodiaban un cargamento de harina. Dorrego logró rendir a la partida, que tuvo 14 muertos, teniendo a su vez 3 muertos propios, antes de tener que huir ante la llegada de 200 realistas (Combate de Sansana).
La división de Díaz Vélez recibió refuerzos, totalizando 860 hombres, 300 de ellos fusileros montados y los demás de infantería, junto con 150 honderos indígenas adicionales y 5 piezas de artillería. Luego de negociaciones frustradas, el 11 de enero de 1812 Díaz Vélez envió a Dorrego con 100 hombres a copar el pueblo de Nazareno.
El 12 de enero se produjo el combate de Nazareno cuando Díaz Vélez sorprendió a la vanguardia realista que se hallaba en Suipacha al mando de Francisco Picoaga, logrando que se ponga en fuga. Las fuerzas fueron divididas en 3 columnas de ataque y una de reserva, pero cuando parte del ejército cruzaba el río Suipacha, se produjo una repentina creciente del mismo dejando aisladas a las tropas al mando de Dorrego (quien fue herido en la garganta) que lo habían ya cruzado y dispersado a los realistas, estos se reicieron y las derrotaron. Pueyrredón ordenó a Díaz Vélez que emprenda la retirada ya que el ejército realista avanzó inmediatamente.
Por estas acciones Dorrego fue ascendido a teniente coronel.
El coronel Lugones relató en sus Recuerdos Históricos:

La batalla de Nazareno, tuvo muy malos resultados. Este segundo desacierto, aun mayor que el del Desaguadero, desalentó á los patriotas, entristeció á Jujuy, y puso en conflictos á Pueyrredon, que para salir del apuro, no encontró otro medio que el de una retirada.

Simultáneamente, el teniente coronel Martín Miguel de Güemes (segundo jefe de la vanguardia) fue enviado por Díaz Vélez a recuperar Tarija, lo que consiguió por medio de Pedro Antonio Flores el 18 de enero de 1812, reuniéndose luego con Díaz Vélez en Humahuaca. En la operación por sorpresa lograron apoderarse de más de 300 fusiles, 2 cañones y municiones, dejando a Tarija en manos de los guerrilleros de las republiquetas.

### Fin de la campaña
Cochabamba había sido liberada por Esteban Arze el 29 de octubre de 1811, quien fue rechazado en Oruro por Socaza y logró rendir en Chayanta al coronel Pablo Astete. Goyeneche ocupó luego Cochabamba el 27 de mayo, después de que el 24 de mayo Esteban Arze fuera derrotado en la batalla de Quehuiñal o Pocona, posteriormente fue derrotado también en Mollemolle junto con Carlos Taboada y se sumó a las guerrillas de Álvarez de Arenales.
En marzo de 1812 terminó oficialmente la primera campaña de la expedición, siendo reemplazado Pueyrredón por el brigadier general Manuel Belgrano el día 26 de marzo.
Considerados responsables del desastre, González Balcarce y Castelli fueron sometidos a sumario. El último falleció antes de dictarse la sentencia, pero González Balcarce fue absuelto y se reincorporó a la lucha bajo el mando del general José de San Martín. Manuel Belgrano se hizo cargo del ejército y emprendió la Segunda expedición auxiliadora al Alto Perú.